# Oncidium mathieuanum
Oncidium mathieuanum är en orkidéart som beskrevs av Heinrich Gustav Reichenbach och Josef Ritter von Rawicz Warszewicz. Oncidium mathieuanum ingår i släktet Oncidium och familjen orkidéer. Inga underarter finns listade i Catalogue of Life.